# Cheiracanthus
Cheiracanthus (Хеиракантус) је род изумрлих риба који припада класи бодљикавих ајкула (Acanthodii).
Рибе из овога рода су имале затупљену главу, нагоре издигнут реп и пераја на којима су се налазиле бодље. Имале су једно, дорзално пераје. Cheiracanthus су живеле у средње дубокој води, у језерима и рекама. Имале су вилице и храниле су се ситнијим пленом. Фосили овога рода су пронађени само у стенама из средине Девона. Цели фосили или плочице које су им служиле као крљушти се налазе широм света, па чак и на Антарктику. 